# Pfalz D VII
Die Pfalz D VII war ein deutsches Jagdflugzeug des Ersten Weltkrieges, von dem aufgrund des Kriegsendes nur wenige Exemplare gebaut wurden.

## Entwicklung
Die D VII wurde etwa zur gleichen Zeit entwickelt wie die D VIII und vom Chefkonstrukteur der Pfalz-Werke, Rudolf Geringer, als Doppeldecker mit einholmigen Tragflächen ausgelegt. Sie war dadurch der zweiholmig ausgelegten D VIII gegenüber um etwa 20 kg leichter und ähnelte damit im Aufbau dem Vorgänger D VI. Ausgerüstet wurde sie mit einem 160-PS-Umlaufmotor von Siemens & Halske, der zwar leistungsstark war, aber zur Überhitzung und mechanischen Problemen neigte. Die ersten Flüge im Dezember 1917 ergaben herausragende Flugleistungen; so stieg das Flugzeug in nur 13,7 min auf 6000 m Höhe. Im Anschluss wurde es im Januar 1918 zum in Adlershof stattfindenden ersten Vergleichsfliegen der D-Typen geschickt, konnte dort aber des unzuverlässigen Triebwerks wegen diese Leistung nicht wiederholen. Die beste, am 26. Januar erflogene Steigzeit auf 6000 m betrug lediglich 21,3 min, womit sie allerdings mit ihren Konkurrenten Siemens-Schuckert D III und Fokker V 7 in etwa gleichauf lag. Nichtsdestotrotz ging sie zusammen mit der ebenfalls teilnehmenden D VIII in der Kategorie Umlaufmotor als Sieger aus dem Treffen hervor. Für die Serienproduktion ausgewählt wurde Letztere, weil sie des zweiholmigen Tragwerks wegen als stabiler angesehen wurde.
Pfalz beendete aber damit das D-VII-Programm nicht und führte es gegen Jahresmitte 1918 mit mehreren modifizierten Prototypen und verschiedenen Antrieben fort. Zum Einbau kamen Umlaufmotoren der Typen Oberursel UR III mit 145 PS und Goebel Goe III mit 200 PS. Die Steuereigenschaften wurden durch Verwendung ausgeglichener Querruder verbessert. Das hatte zur Folge, dass ein im Juli 1918 erteilter Bauauftrag über 100 D VIII auf die D VII umgelegt und ein Baulos mit den Seriennummern 6000/18 bis 6099/18 bestellt wurde. Bis zum September des Jahres befanden sich einige Exemplare mit Sh-III-Motoren im Bau, aber der Waffenstillstand von Compiègne brachte schließlich die Produktion zum Erliegen. Im September 1919 wurden von der Interalliierten Militär-Kontrollkommission im Pfalz-Werk 70 vorhandene Rümpfe vorgefunden, von denen 15 als „in aufbaufähigen Zustand“ registriert wurden. Ein Flugzeug mit der Seriennummer 6000/18 wurde am 21. Juni 1920 als Reparationsleistung an Italien abgegeben.

## Konstruktion
Die D VII wurde in der von Pfalz bei der Lizenzproduktion von Roland-Flugzeugen übernommenen und bei der D III erstmals bei einer Eigenkonstruktion angewandten „Wickelrumpftechnik“ gefertigt, bei der das aus ovalen Sperrholz-Formspanten und Längsversteifungen bestehende Rumpfgerüst mit Sperrholzstreifen mehrfach und in entgegengesetzte Richtungen umwickelt und am Ende mit Stoff überzogen wurde. Dies schloss auch die in den Rumpf integrierte starre Heckflosse ein, an der ein ausgeglichenes Seitenruder befestigt war.
Das einstielige Tragwerk bestand aus stoffbespannten und teilweise sperrholzbeplanktem Holzgerüsten mit einfachen Flügelkästen (Holmen). Die oberen und unteren Tragflächen unterschiedlicher Spannweite mit einer Tiefe von 1,30 m und einer Staffelung von 0,25 m waren durch I-Streben und ausgekreuzte Spanndrähten miteinander im Abstand von 1,45 m miteinander verbunden. Das Mittelstück war als Baldachin ausgebildet. Die D VII besaß ein freitragendes Höhenleitwerk. Das Fahrwerk war starr und durch eine Achse miteinander verbunden. Am Heck befand sich ein Schleifsporn.

## Technische Daten

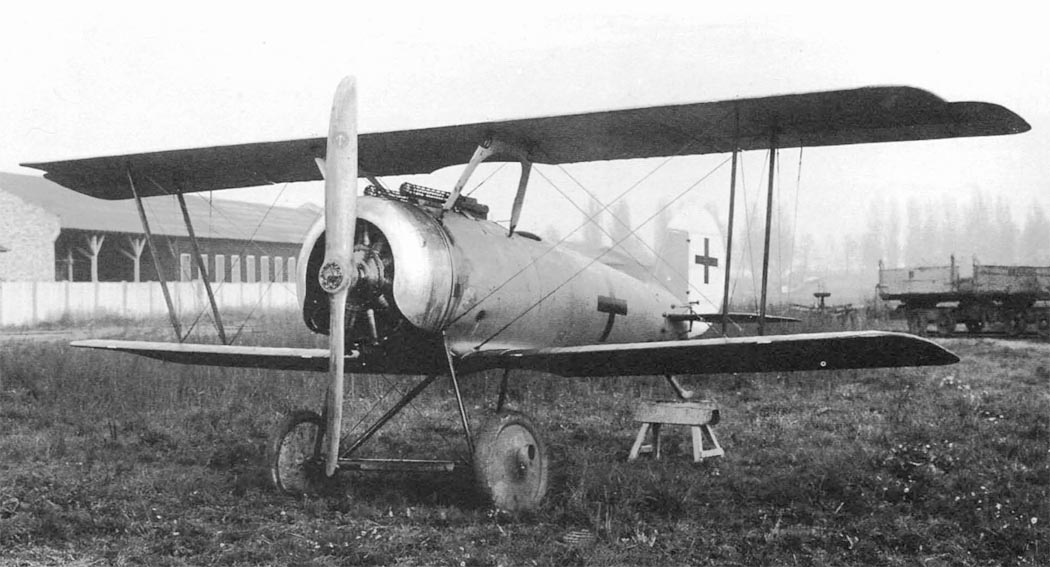
D VII mit Motor Oberursel UR III

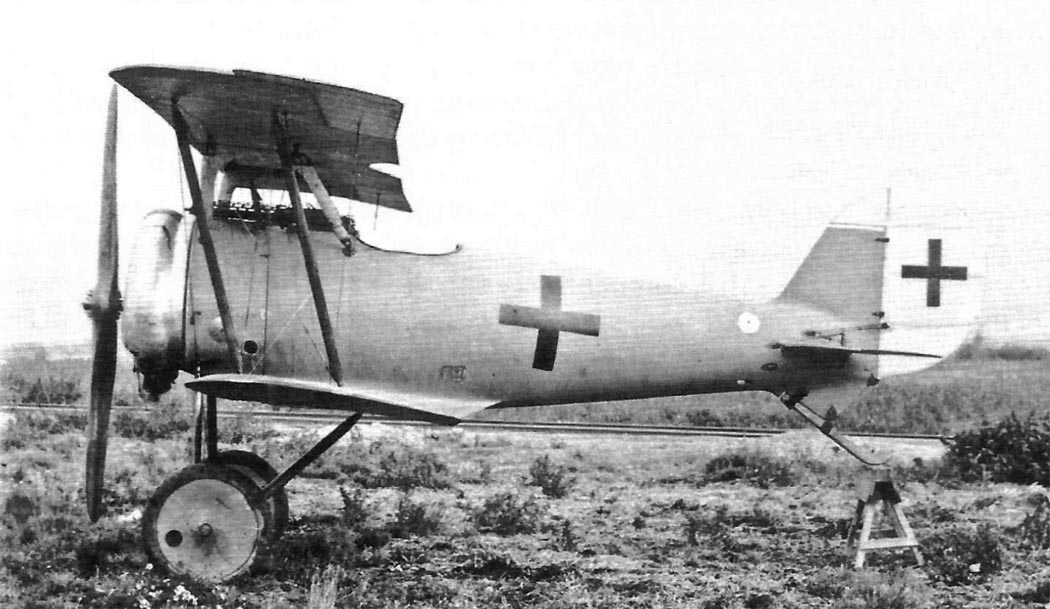
D VII mit Motor Goebel Goe III

| Kenngröße                       | Daten |
| ------------------------------- | --- |
| Besatzung                       | 1 |
| Spannweite                      | 7,52 m (oben), 6,98 m (unten)                                                                                             |
| Länge                           | 5,65 m |
| Höhe                            | 2,85 m |
| Flügelfläche                    | 17,12 m² |
| Leermasse                       | 520 kg |
| Startmasse                      | 715 kg |
| Antrieb                         | ein luftgekühlter Elfzylinder-Umlaufmotor mit starrer Zweiblatt-Holzluftschraube                                          |
| Typ                             | Siemens & Halske Sh III                                                                                                   |
| effektive Leistung Nennleistung | 210 PS (154 kW) in Bodennähe 160 PS (118 kW) bei 900/min                                                                  |
| Höchstgeschwindigkeit           | 190 km/h |
| Steigzeit                       | 1,8 min auf 1000 m Höhe 4,0 min auf 2000 m Höhe 6,6 min auf 3000 m Höhe 13,8 min auf 5000 m Höhe 21,3 min auf 6000 m Höhe |